# Byrsopteryx
Byrsopteryx is een geslacht van schietmotten uit de familie Hydroptilidae.

## Soorten
Deze lijst van 15 stuks is mogelijk niet compleet.
- B. abrelata SC Harris & RW Holzenthal, 1994
- B. bipartiterga L Botosaneanu, 2000
- B. cuchilla SC Harris & RW Holzenthal, 1994
- B. chaconi SC Harris & RW Holzenthal, 1994
- B. esparta SC Harris & RW Holzenthal, 1994
- B. espinhosa SC Harris & RW Holzenthal, 1994
- B. gomezi SC Harris & RW Holzenthal, 1994
- B. loja SC Harris & RW Holzenthal, 1994
- B. mirifica OS Flint, 1981
- B. rayada SC Harris & RW Holzenthal, 1994
- B. septempunctata (OS Flint, 1968)
- B. solisi SC Harris & RW Holzenthal, 1994
- B. tabasquensis J. Bueno-Soria, S. Santiago-Fragoso, & R. Barba-Alvarez, 2001
- B. tapanti SC Harris & RW Holzenthal, 1994
- B. tica SC Harris & RW Holzenthal, 1994